# Sîneak, Bilopillea
Sîneak (în ucraineană Синяк) este un sat în comuna Korșaciîna din raionul Bilopillea, regiunea Sumî, Ucraina.

## Demografie
Componența lingvistică a localității Sîneak
     Ucraineană (98,11%)
     Rusă (1,89%)
Conform recensământului din 2001, majoritatea populației localității Sîneak era vorbitoare de ucraineană (98,11%), existând în minoritate și vorbitori de rusă (1,89%).